# Ivy Queen
Martha Ivelisse Pesante (Añasco, Porto Rico dia 4 de março de 1972), mais conhecida como Ivy Queen, é uma cantora do gênero Hip hop e Reggaeton conhecida com "La reina del Reggaeton"(a rainha do reggaeton). Ela é uma das primeiras cantoras desse género, um estilo mais cantado pelos homens, com 2 álbuns em top 10 e 3 singles em top 10, além de 900,000 álbuns vendidos no mundo.

## Vida antes da fama
Quando pequena, seus pais se mudaram para Nova Iorque, onde ela cresceu. Voltou para sua cidade natal 2 anos depois de entrar na adolescência. Com 18 anos, Ivy se mudou para San Juan, onde conheceu o rapper e produtor DJ Negro, quem introduziu ela na banda "The Noise", com quem ela escreveu seu primeiro single "Somos Rapperos Pero No Delincuentes" (Somos Rappers, mas não Delinquentes)

## Carreira
Anos depois, DJ Negro convenceu-a a seguir carreira solo. Em 1997, lançou seu primeiro álbum solo, En Mi Imperio (No meu imperio), para a Sony International Records, que vendeu 100 mil cópias. No mesmo ano, foi para o Panamá, onde fez o show The Queen Of Reggaeton na The Battle of Rap. Ela ainda fez alguns shows na República Dominicana, lotando a apresentação e, no ano seguinte, participou do "The First National Festival of Rap and Reggae"(O Primeiro Festival Nacional de Rap e Reggae). Lá, foi nomeada A Melhor Cantora de Rap do Ano.
Em 1998, lançou seu segundo álbum solo, The Original Rude Girl (A original garota rude), com os hits "Interlude in the Zone", "Que Sabes Tu" e "The King and the Queen". Vendeu mais que seu primeiro álbum e foi muito aclamado pelo público.
Seu terceiro álbum, Diva, lançado em 2003, teve suas canções escritas para diferentes artistas, que participaram das gravações. Devido ao sucesso desse álbum, em 2004, Ivy lançou Diva (Platinum Edition), com remixes de suas canções mais famosas.
Ainda em 2004, ela lançou seu quarto álbum solo, Real, teve participações de artistas como Hector "El Father", Mikey Perfecto, Fat Joe, and La India.
Em 2005, lançou 2 álbuns: Flashback, seu quinto álbum, e The Best of Ivy Queen.
Em maio de 2007, lançou seu novo álbum, chamado Sentimiento. Esse álbum chegou em quarto lugar nos álbuns latinos. Seu single "Que LLoren", chegou no top 10 no mesmo ano.

## Discografia
| Ano  | Nome                                             |
| ---- | ------------------------------------------------ |
| 1997 | En Mi Imperio                                    |
| 1998 | The Original Rude Girl                           |
| 2003 | Diva Platinum Edition (Certified Gold '100,000') |
| 2004 | Real                                             |
| 2004 | Flashback (Certified Gold '100,000')             |
| 2005 | The Best of Ivy Queen                            |
| 2007 | Sentimiento (Certified Gold '100,000)            |

## Principais Singles
| Year | Single                            | Chart Positions | Chart Positions        | Chart Positions      |
| Year | Single                            | Hot Latin Songs | Latin Tropical Airplay | Latin Rhythm Airplay |
| ---- | --------------------------------- | --------------- | ---------------------- | -------------------- |
| 1999 | "In The Zone"                     | -               | -                      | -                    |
| 2003 | "Quiero Bailar"                   | 29              | 16                     | 8                    |
| 2003 | "Quiero Saber"                    | -               | -                      | -                    |
| 2003 | "Papi Te Quiero"                  | -               | -                      | -                    |
| 2003 | "Guillaera"                       | -               | -                      | -                    |
| 2003 | "Tuya Soy"                        | -               | -                      | -                    |
| 2003 | "Tu No Puedes"                    | -               | -                      | -                    |
| 2004 | "Chika Ideal"                     | -               | -                      | -                    |
| 2004 | "Dile"                            | -               | 8                      | -                    |
| 2005 | "Cuentale"                        | 3               | 1                      | 4                    |
| 2005 | "Te He Querido, Te He Llorado"    | 10              | 4                      | 6                    |
| 2005 | "Libertad"                        | 13              | 12                     | 9                    |
| 2006 | "No Hacen Na"                     | -               | 30                     | 25                   |
| 2007 | "Que Lloren"                      | 10              | 4                      | 2                    |
| 2007 | "En Que Fallamos"                 | 44              | 15                     | 14                   |
| 2007 | "Sentimientos"                    | -               | -                      | 22                   |
| 2008 | "Dime Si Recuerdas" (Promocional) | -               | -                      | 35                   |
| 2008 | "Menor Que Yo"                    | -               | -                      | 25                   |
| 2008 | "Dime"                            | 8               | 4                      | 1                    |
| 2010 | "La Vida Es Así"                  | 11              | 7                      | 1                    |
| 2010 | "Amor Puro"                       | -               | -                      | -                    |
| 2012 | "Peligro De Extinción"            | -               | 84                     | 18                   |
| 2012 | "Vamos A Celebrar"                | -               | -                      | -                    |
| 2014 | "No Hay"                          | -               | -                      | 21                   |